# 다나카 미나미 (배우)

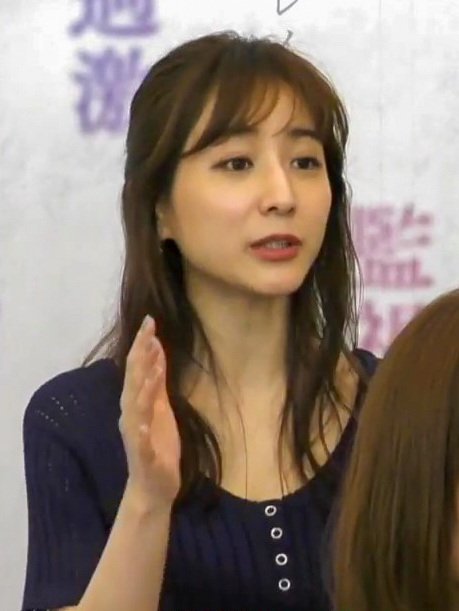

다나카 미나미 (본명은 田中エイミーみな実, 다나카 에이미 미나미, , 1986년 11월 23일 ~ )는 일본의 아나운서이자 배우이자속옷브랜드과잡지모델이다. 소속사는 FLaMme이다.

## 약력
1986년 11월 23일에 뉴욕에서 태어나 샌프란시스코와 런던에서 거주하다 중학교 수험을 위해 6학년 때 일본으로 돌아와 사이타마현 아사카시에서 대학교 졸업까지 계속 거주했다.
2009년에 TBS테레비에 입사하여 아나운서로 활동하다 2014년에 퇴사하고 이후 프리랜서 방송인으로 활동하고 있다.
- 2007년 미스 아오야마 콘테스트에서 2위를 차지했다.

- 과거 부릿코가 과하다는 논란이 있었지만 현재는 비즈니스 부릿코로 철저히 캐릭터화했다.

- 선배 아나운서이자 대학 선배인 오가와 아야카와는 대학 시절 같은 테니스 서클 소속이었다고 한다.

- 배우 마에다 아츠코와 절친한 사이이다.

- 2019년에 들어서는 연기 일에도 도전하는 모습을 보이고 있다.

- 마에다 아츠코와 같은 그룹 출신이며 여전히 가깝게 지내는 사시하라 리노의 유튜브에 이름이 불린 적이 있고 유튜브에 출연한 적이 있다.

- 2019년 12월 13일에 발간된 첫 사진집 『Sincerely yours...』가 엄청나게 팔리고 있다. 예약주문 12만 부 완판에 10만 부 중쇄에 들어갔다고 한다. 엄청난 판매부수로 화제가 된 시라이시 마이의 사진집 패스포트(パスポート)가 2019년 5월 현재 36만 부의 판매고를 올린 바 있다. 그리고 발매 1개월만에 50만 부를 돌파했다.

- AKB48 카시와기 유키와 묘하게 닮았다는 평이 있다.